# Планета-Рика
Планета-Рика (исп. Planeta Rica) — город и муниципалитет на севере Колумбии, на территории департамента Кордова.

## История
Поселение, из которого позднее вырос город, было основано 15 января 1885 года. Муниципалитет Планета-Рика был выделен в отдельную административную единицу в 1954 году.

## Географическое положение

Муниципалитет Планета-Рика

Город расположен в центральной части департамента, в пределах Прикарибской низменности, на расстоянии приблизительно 45 километров к юго-востоку от города Монтерии, административного центра департамента. Абсолютная высота — 88 метров над уровнем моря.
Муниципалитет Планета-Рика граничит на севере с территорией муниципалитета Пуэбло-Нуэво, на северо-западе — с муниципалитетом Сан-Карлос, на западе — с муниципалитетами Монтерия и Тьерральта, на юге — с муниципалитетом Монтелибано, на востоке — с муниципалитетом Буэнависта. Площадь муниципалитета составляет 1148,4 км².

## Население
По данным Национального административного департамента статистики Колумбии, совокупная численность населения города и муниципалитета в 2015 году составляла 67 188 человек.
Динамика численности населения муниципалитета по годам:
| 2005   | 2006   | 2007   | 2008   | 2009   | 2010   | 2011   | 2012   | 2013   | 2014   | 2015   |
| ------ | ------ | ------ | ------ | ------ | ------ | ------ | ------ | ------ | ------ | ------ |
| 61 692 | 62 196 | 62 720 | 63 250 | 63 802 | 64 353 | 64 933 | 65 502 | 66 074 | 66 644 | 67 188 |

Согласно данным переписи 2005 года мужчины составляли 49,7 % от населения Планета-Рики, женщины — соответственно 50,3 %. В расовом отношении белые и метисы составляли 93,6 % от населения города; негры, мулаты и райсальцы — 5,3 %, индейцы — 0,9 %.
Уровень грамотности среди всего населения составлял 80,5 %.

## Экономика
Основу экономики Планета-Рики составляют сельское хозяйство и добыча полезных ископаемых.
55,8 % от общего числа городских и муниципальных предприятий составляют предприятия торговой сферы, 36 % — предприятия сферы обслуживания, 6,5 % — промышленные предприятия, 1,7 % — предприятия иных отраслей экономики.

## Транспорт
К востоку от города проходит национальное шоссе № 25 (исп. Ruta Nacional 25).